# Josef Ander

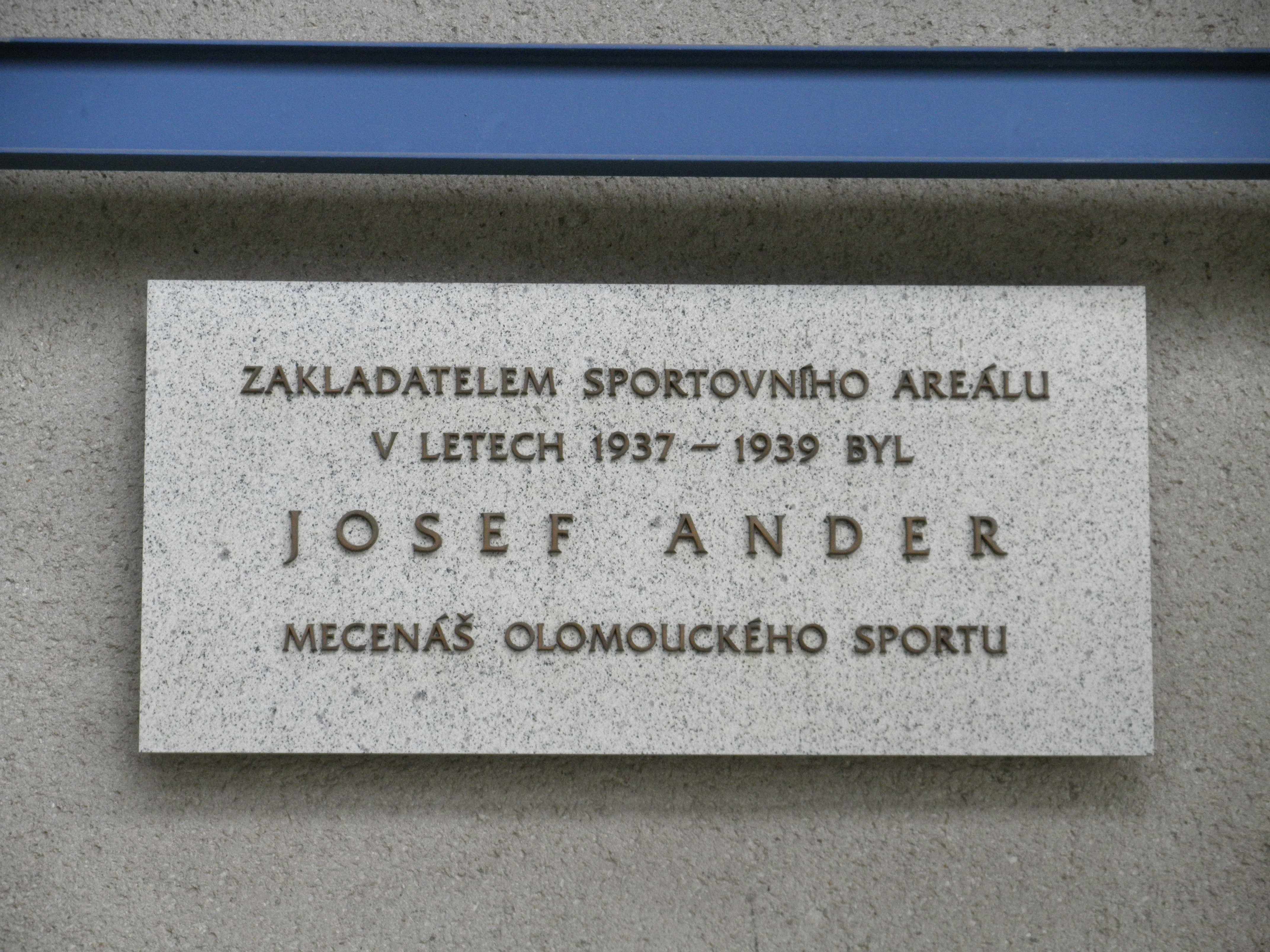
Tablica upamiętniająca założyciela na Andrův stadionie

Josef Ander młodszy (ur. 1888, zm. 1976) – syn Josefa Andera starszego, ołomuniecki przedsiębiorca, kolekcjoner i mecenas sztuki oraz miłośnik sportu (zwłaszcza piłki nożnej). Był właścicielem przejętej po ojcu (jako najstarszy z ośmiu synów) sieci handlowej ASO (Ander a syn Olomouc), do której rozwoju się znacznie przyczynił (firma była jednym z pionierów sprzedaży samoobsługowej w ówczesnej Czechosłowacji). Od jego nazwiska nosi nazwę ołomuniecki Andrův stadion, którego budowy w 1938 roku był inicjatorem.